# دبلیو. لی اودنیل
دبلیو. لی اودنیل (به انگلیسی: W. Lee O'Daniel) سناتور سابق عضو حزب دموکرات ایالات متحده آمریکا بود. وی در سال ۱۹۴۱ تا ۱۹۴۹ میلادی سناتور ایالت تگزاس در سنای ایالات متحده آمریکا بود.